# Zoran Čutura
Zoran Čutura (nació el 12 de marzo de 1962 en Zagreb, Croacia) es un exjugador de baloncesto de Yugoslavia.

## Biografía
Con la Selección de baloncesto de Yugoslavia ganó la medalla de plata en los Juegos Olímpicos de Seúl 1988. Es el padre de Tomislav, un exjugador de baloncesto en el Lycoming College en Pensilvania y Hana, que actualmente estudia en la Universidad de California, Berkeley.
Con la Cibona Zagreb se adjudicó la Euroliga de las temporadas 1984-85 y 1985-86 junto a Dražen Petrović, Aleksandar Petrović y Franjo Arapović entre otros. En la primera temporada derrotaron en la final al Real Madrid y en la segunda al Zalgiris Kaunas.
Con la Selección Yugoslava de baloncesto ganó la medalla de bronce ganando a Canadá en los Juegos Olímpicos de Los Ángeles en 1984.

## Clubes
- K.K. Zrinjevac (1978-1981)
- KK Cibona Zagreb (1981-1993)
- KK Split (1993-1995)

## Palmarés
- Liga de Yugoslavia: 3

Cibona de Zagreb: 1981-82, 1983-84, 1984-85
- Copa de Yugoslavia: 6

Cibona de Zagreb: 1982, 1983, 1985, 1986, 1988
- Copa de Europa: 2

Cibona de Zagreb:  1985, 1986.
- Recopa: 2

Cibona: 1982, 1987
- Liga de Croacia: 1

Cibona:  1992
- Copa de Croacia: 1

KK Split:  1994